# Robert Crewe-Milnes

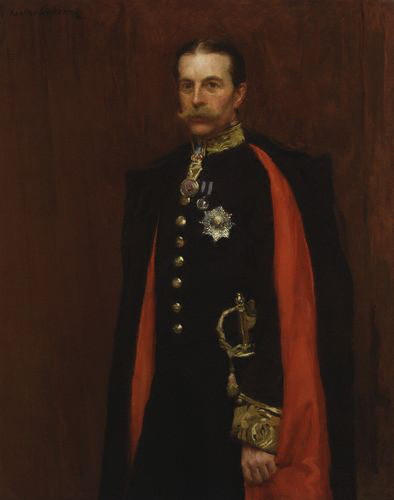
Robert Crewe-Milnes

Robert Crewe-Milnes, I marchese di Crewe (Londra, 12 gennaio 1858 – Il Cairo, 20 giugno 1945), è stato un politico e scrittore britannico.

## Biografia

### Le origini
Crewe era figlio di Richard Monckton Milnes, I barone Houghton, politico e poeta, e di sua moglie Annabella, figlia di John Crewe, II barone di Crewe. Apparteneva alla piccola nobiltà britannica. Frequentò la Harrow School nei pressi di Londra e il Trinity College di Cambridge.

### La carriera
Iscritto alle liste del Partito Liberale, fu segretario privato del ministro degli Esteri Granville.  Nell'amministrazione liberale del 1892-1895 fu Lord Luogotenente d'Irlanda nel periodo in cui John Morley (1838-1923) era Capo Segretario. Nel 1894 successe a suo zio Hungerford Crewe, III barone di Crewe, come barone di Crewe ed ebbe la licenza reale di assumere il cognome della madre. Nel 1895 divenne Conte di Crewe nella Contea Palatina di Chester; dal 1905 al 1908 fu Lord presidente del Consiglio nel governo liberale; nel 1908, nel governo Asquith fu Segretario di Stato per le Colonie e leader del Partito Liberale alla Camera dei Lord e in questa vece si adoperò a favore del Parliament Act del 1911 che toglieva ai Lord il diritto di veto. Fu Segretario di Stato per l'India dal 1910 al 1915 e nel 1911 ricevette i titoli di Conte di Madeley e Marchese di Crewe.
Fu nuovamente Lord presidente del Consiglio dal 1915 al 1916 e curò particolarmente il settore dell'istruzione servendo come Chairman of the Governing Body dell'Imperial College London. Fu presidente della Board of Education (ministero della Pubblica istruzione) e cancelliere dell'Università di Sheffield; fu anche presidente del London County Council. Ricoprì l'incarico di ambasciatore a Parigi (1922-1928) e Secretary of State for War (ministro della Guerra) nel 1931. Come ambasciatore in Francia si adoperò per la fondazione dell'University of London Institute in Paris.

### Le opere
Crewe ereditò i gusti letterari del padre e pubblicò nel 1890 Stray Verses (Versi randagi). Fu autore di altre opere fra cui Gleanings from Béranger  (Spigolature da Béranger) stampato privatamente nel 1889. Scrisse anche una biografia sul suo secondo suocero (Archibald Rosebery), Lord Rosebery, pubblicata nel 1931. Una sua poesia di guerra, A Harrow Grave in Flanders, che tocca il tema di "ciò che sarebbe potuto essere", fu pubblicata in diverse antologie durante e dopo la prima guerra mondiale.

### La famiglia
Nel 1880 Crewe sposò Sybil Marcia (1857-1887), figlia di Frederick Graham, III baronetto di Netherby; ebbero quattro figli, tre femmine e un maschio che morì nell'infanzia. Dopo la morte della moglie si risposò nel 1889 con una ragazza di diciotto anni, Margaret Etienne Hannah (Peggy) Primrose, figlia di Archibald Philip Primrose, V conte di Rosebery. Da questo matrimonio la coppia ebbe due figli.
Lord Crewe morì nel giugno 1945, all'età di 87 anni. Poiché non aveva eredi maschi i suoi titoli si estinsero.